# Zona abissopelagica

Zone pelagiche

La zona abissopelagica  è la zona pelagica in cui vivono le comunità pelagiche più prossime al fondo degli oceani. «Abissi» deriva dalla parola greca ἄβυσσος (àbissos), che significa senza fondo. Compresa tra i 4000 e i 6000 metri (fino al fondale oceanico), questa zona è avvolta in una perpetua oscurità e non vi giunge mai la luce del sole. È la parte più profonda della cosiddetta «zona di mezzanotte» che inizia nella zona batipelagica sovrastante.
I suoi abitanti permanenti (ad esempio l'inghiottitore nero, il pesce tripode, le rane pescatrici abissali e il calamaro gigante) sono in grado di resistere alle immense pressioni delle profondità oceaniche fino a 76 megapascal. Molte creature abissali hanno la mascella inferiore più lunga di quella superiore per setacciare nella sabbia alla ricerca del cibo. Le fosse o fenditure abissali che si spingono a migliaia di metri sotto il fondale dell'oceano (ad esempio le fosse medio-oceaniche come la fossa delle Marianne nel Pacifico), facenti parte del piano adale e della zona adopelagica, sono quasi inesplorate. Solamente il batiscafo Trieste, il sottomarino telecomandato Kaiko e il Nereus sono stati in grado di scendere a queste profondità. Queste regioni sono anche caratterizzate da freddo costante e mancanza di nutrienti. Gran parte dell'intera zona abissale presenta temperature di 2-3 °C.
L'area sotto la zona abissale è la quasi disabitata zona adopelagica. La zona al di sopra è quella batipelagica. Queste tre zone appartengono al cosiddetto reame abissale. Al di sopra della piattaforma continentale vi sono rispettivamente le zone eufotica e disfotica. La zona abissale è situata parte nella zona disfotica e parte in quella afotica.